# Tarack (botanika)

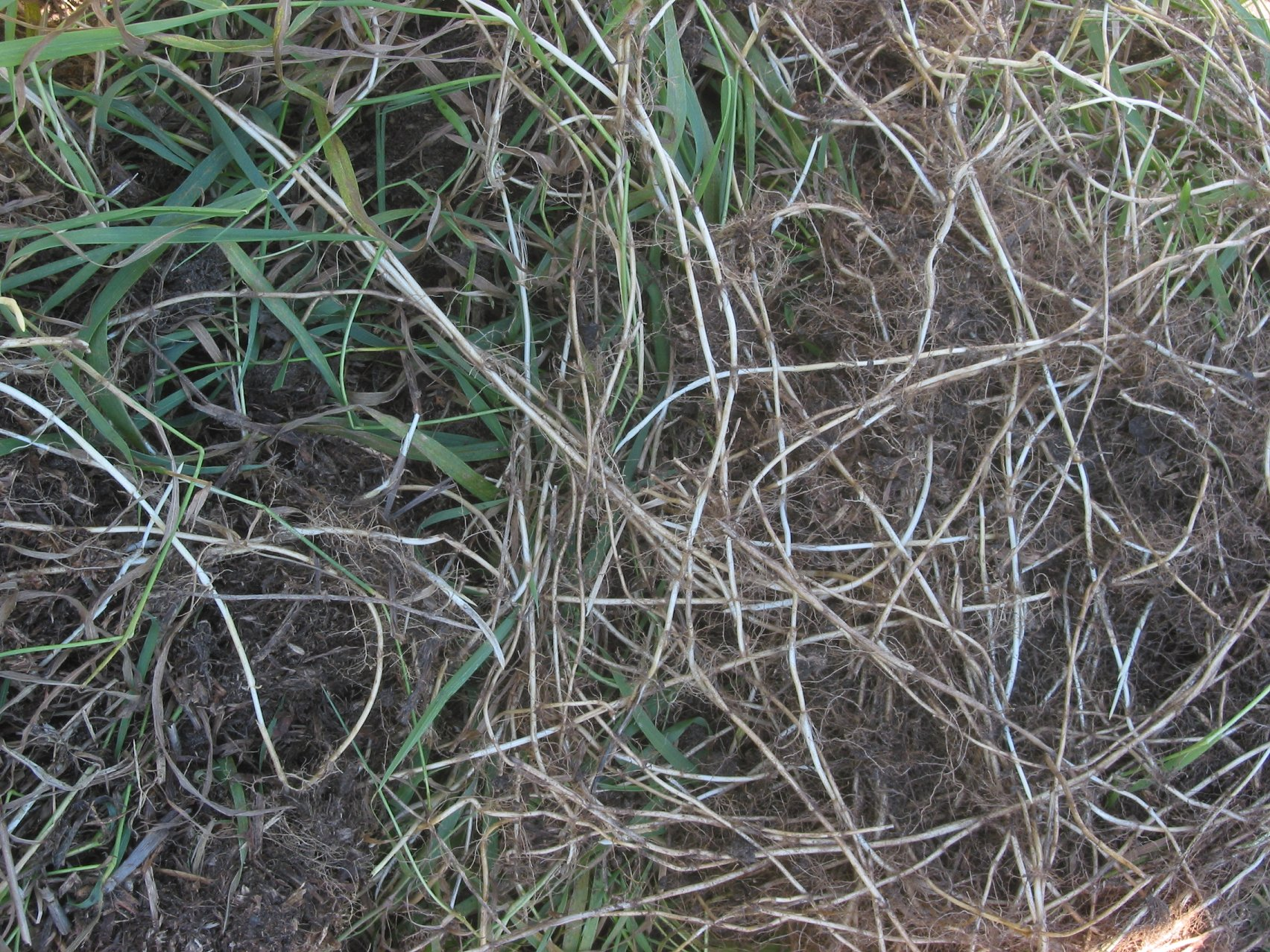
Tarackbúza (Elytrigia repens) tarackja

A tarack (stolo subterraneus) egy föld alatti inda, azaz egy hosszú szártagú módosult szár. Vékony, sűrűn elágazó, a talajban vízszintesen növekvő képlet. Duzzadt csomóiból járulékos gyökereket fejleszt, ezáltal az ivartalan szaporodás fontos eszköze. Jó példa rá a tarackbúza (Elymus repens).